# Svansjön, Härjedalen
Svansjön är en sjö i Härjedalens kommun i Härjedalen och ingår i Ljusnans huvudavrinningsområde. Sjön har en area på 2,44 kvadratkilometer och ligger 926,1 meter över havet. Sjön avvattnas av vattendraget Svanån.

## Delavrinningsområde
Svansjön ingår i det delavrinningsområde (694172-131499) som SMHI kallar för Utloppet av Svansjön. Medelhöjden är 1 004 meter över havet och ytan är 17,44 kvadratkilometer. Det finns inga avrinningsområden uppströms utan avrinningsområdet är högsta punkten. Svanån som avvattnar avrinningsområdet har biflödesordning 3, vilket innebär att vattnet flödar genom totalt 3 vattendrag innan det når havet efter 406 kilometer. Avrinningsområdet består mestadels av kalfjäll (86 procent). Avrinningsområdet har 2,48 kvadratkilometer vattenytor vilket ger det en sjöprocent på 14,2 procent.